# Ураго д'Ољо
Ураго д'Ољо је насеље у Италији у округу Бреша, региону Ломбардија.
Према процени из 2011. у насељу је живело 3506 становника. Насеље се налази на надморској висини од 132 м.

## Становништво
Према резултатима пописа становништва 2011. у општини је живело 3.877 становника.
| 1951. | 1961. | 1971. | 1981. | 1991. | 2001. | 2011. |
| ----- | ----- | ----- | ----- | ----- | ----- | ----- |
| 2.674 | 2.488 | 2.599 | 2.856 | 2.991 | 3.199 | 3.877 |